# Grinda frères
Les frères Grinda, facteurs d'orgues français, avaient le titre de « facteurs d'orgue du Roy de Sardègne ».

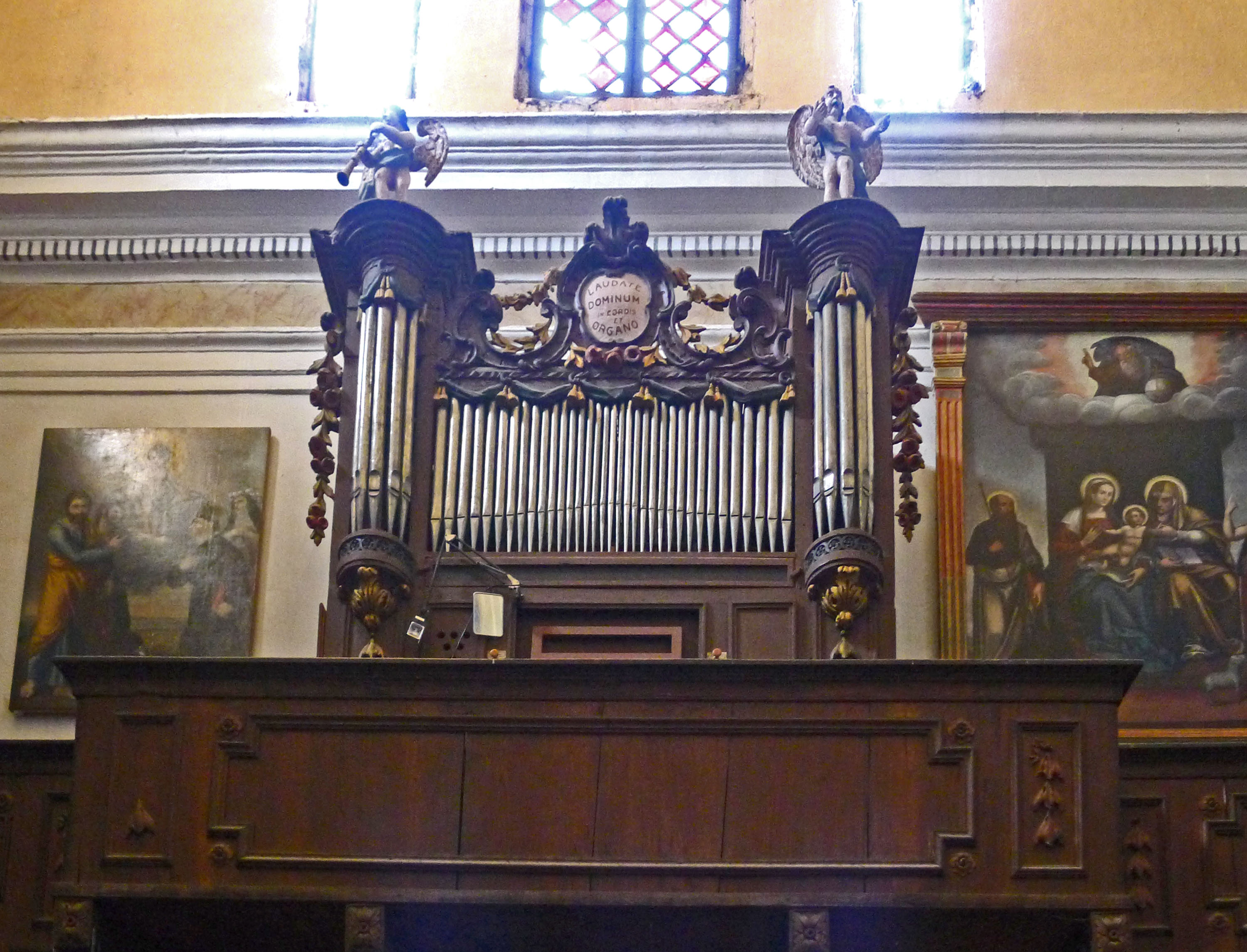
Clans, Sainte-Marie

## Biographie

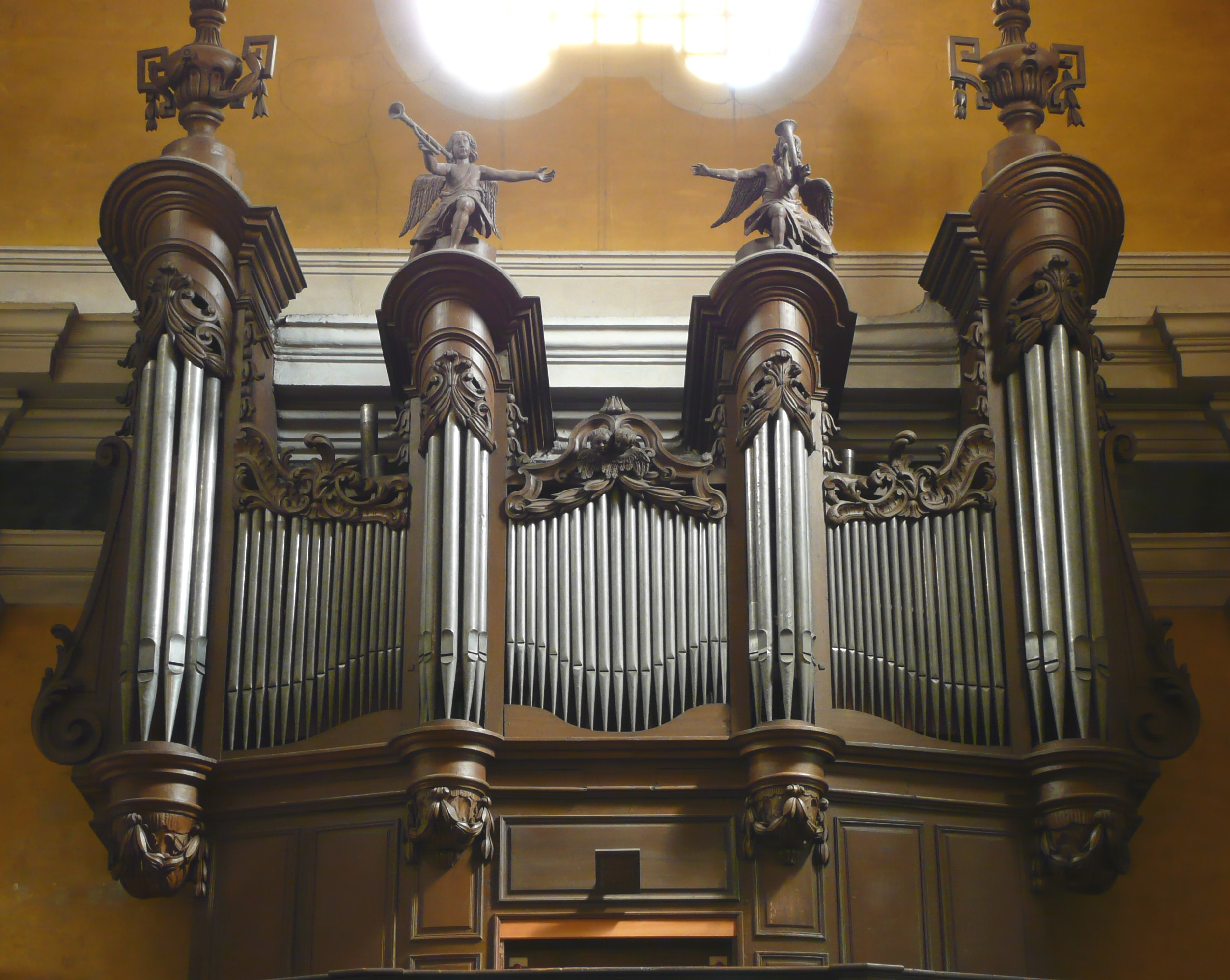
Villefranche-sur-Mer, Saint-Michel

- Honoré Grinda (Nice, 30 septembre 1754 - Prats-de-Mollo, 15 juin 1843). Il a appris la menuiserie auprès de son grand-père, puis a été l'élève de frère Jean-Esprit Isnard et de son neveu Joseph. En 1779, on le trouve aux côtés de Grégoire Rabiny à Toulouse, où il se forme au métier de tuyautier.

- Antoine Marie Grinda (Nice, 6 décembre 1762 - Perpignan, 8 juillet 1835), son frère cadet.

Ils perpétuent, notamment dans l'architecture de leurs buffets, les corniches de tourelles relevées en "casquette" héritées des Isnard.
Après avoir travaillé dans le comté de Nice, ils s'exilent, faute de travail, vers la Catalogne en 1815.
Après le décès d'Antoine en 1835, au cours des travaux à l'orgue de St Mathieu de Perpignan, Honoré, resté célibataire, s'adjoint un certain Raymond Riqué (ou Ramon Riquié ou encore Puqué), qualifié de «fils adoptif». C'est lui qui terminera la reconstruction de l'orgue de Prats-de-Mollo après la mort d'Honoré.

## Œuvre
Tous deux ont travaillé, de concert jusqu'à la mort d'Antoine, sur les instruments suivants :
- 1790 Villefranche-sur-Mer, église Saint-Michel, construction (1 clavier, 13 jeux, orgue le plus ancien du comté de Nice encore en fonctionnement, restauration Giroud 1982 & Yves Cabourdin 2006,  Classé MH[2];
- 1791 L'Escarène, église Saint-Pierre-ès-Liens, construction (1 clavier), restauration Yves Cabourdin 1984,  Classé MH[3];
- 1792 Clans, collégiale Sainte-Marie, construction (1 clavier), restauré Yves Cabourdin 1982,  Classé MH[4];
- 1810-1811 Montalto Ligure, près de Taggia, à l'époque frontière orientale du comté de Nice, église St Jean-Baptiste & St Georges, avec la particularité de posséder deux Voix humaines : une à anche dans le style français et une à bouche, en battement avec le Principal 8', dans le style italien (PHOTO);
- 1815 Perpignan, église Saint-Jacques, construction, reconstruit par Charles Mutin en 1905 dans l'esthétique symphonique, seul le buffet subsiste (PHOTO);
- 1816 puis 1835 Perpignan, église Saint-Mathieu, dans le buffet de l'orgue construit en 1683 par André Eustache et son fils Jean reconstruction de la partie instrumentale puis réparation (terminée avec l'aide de Raymond Riqué à la suite du décès d'Antoine) ,  Classé MH[5], modifié par Théodore Puget en 1865 puis restauré par Maurice Puget en 1922, restauré par Laurent Plet de 2007 à 2009 (PHOTO);
- 1817 Perpignan, église Notre-Dame-de-la-Réal, construction,  Classé MH[6], 41 jeux sur 3 claviers & pédalier, assez bien conservé malgré quelques modifications par Théodore Puget en 1878 puis Maurice Puget en 1927, Rumeau et Layolle en 1930 et Léopold Trosseille en 1952, restauré en 1996 par Yves Cabourdin puis en 2007 par François Delangue (PHOTO);
- 1818 Prades, St Pierre, construction,  Classé MH[7], 35 jeux sur 3 claviers & pédalier, restauré par la firme Danion - Gonzalez en 1960, restauré par la Manufacture Languedocienne de Grandes Orgues en 1993(PHOTO);
- 1819-1821 Puycerda (Espagne), Ste Marie, (3 claviers), détruit au cours de la guerre civile espagnole;
- 1820 Vinça, Saint Julien & Sainte Basilisse, restauration de l'orgue de Joseph & Jean-Pierre Cavaillé de 1765,  Classé MH[8], (PHOTO);
- 1824 Rivesaltes, St André, construction,  Classé MH[9], restauré et modifié par la maison Puget en 1921, restauré en 2000 par Jean Daldosso, organier à Gimont;
- 1827-1830-Girona (Catalunya/Espagne), Catedral, (3 claviers?), démonté en 1937, au cours de la guerre civile espagnole; et remplacé à la fin de la guerre par un nouvel instrument;
- 1830 Ille-sur-Têt, Saint Étienne, restauration,  Classé MH[10];
- 1837 Arles-sur-Tech, abbatiale Sainte-Marie, restauration de l'orgue de Godefroy Schmidt de 1760-70 en collaboration avec Raymond Riqué, restauré par Jean-Loup Boisseau & Bertrand Cattiaux en 1990,  Classé MH[11], (PHOTO);
- 1838-1842 Céret, construction, disparu dans un incendie;
- 1839 Sant Llorenç de Morunys, église paroissiale, construction, avec Raymond Riqué[12], 34 jeux sur 3 claviers et pédalier, un des plus grands instruments historiques de Catalogne espagnole, restauré en 2004 par Gerhard Grenzing (PHOTO);
- 1842-1845 Prats-de-Mollo, Ste Juste & Ste Ruffine, reconstruction de l'orgue de Pasqual Cervello (dominicain de Perpignan), après son saccage en 1793, dans le buffet de Salvador Quinta de 1724,  Classé MH[13], achevée par Raymond Riqué après le décès d'Honoré en 1843, tuyauterie foudroyée lors d'un orage en 1932, reconstruite en 1958 par la firme Danion - Gonzalez, restauré par la Manufacture Languedocienne de Grandes Orgues en 1982 (PHOTO).

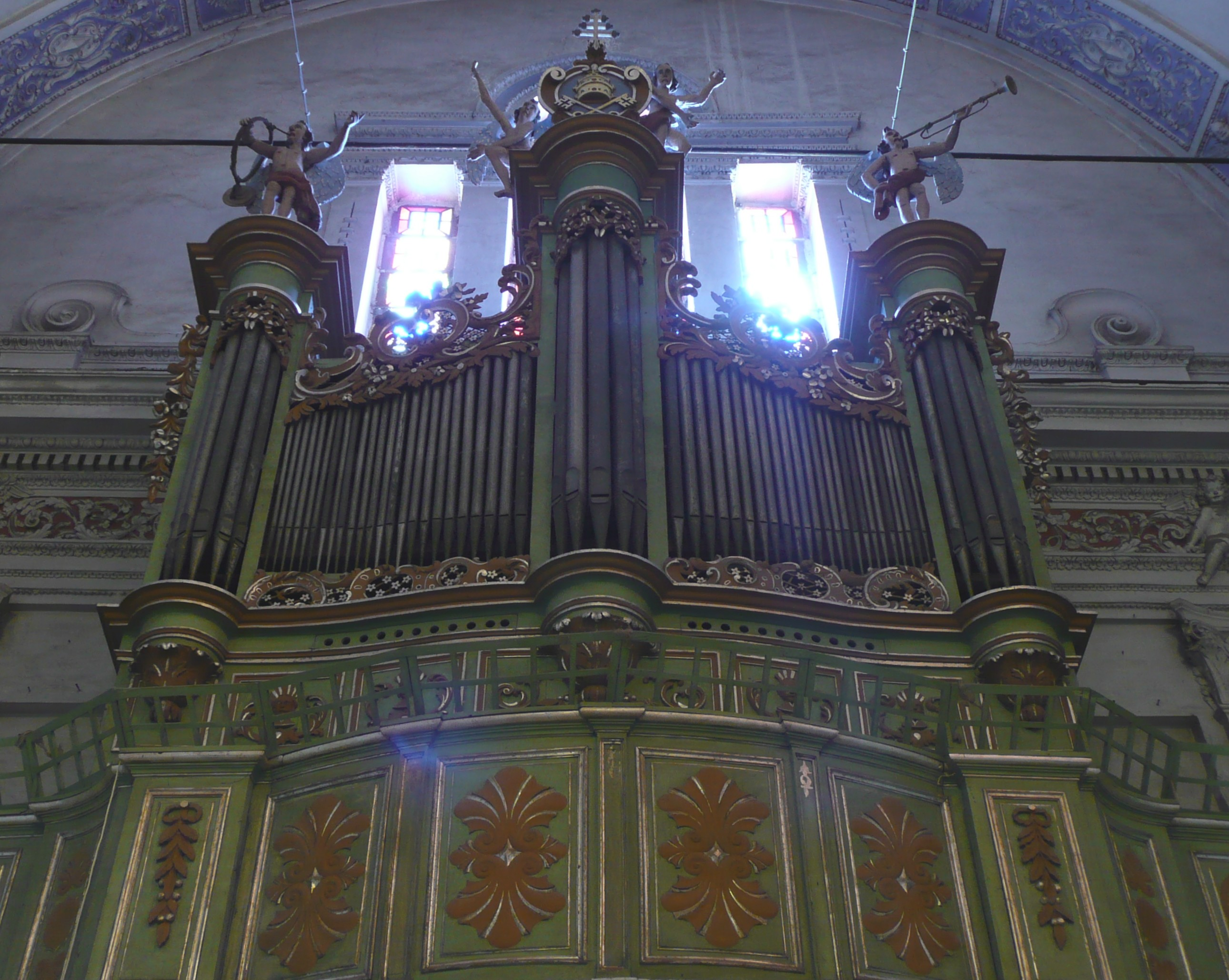
l'Escarène, St Pierre-ès-Liens
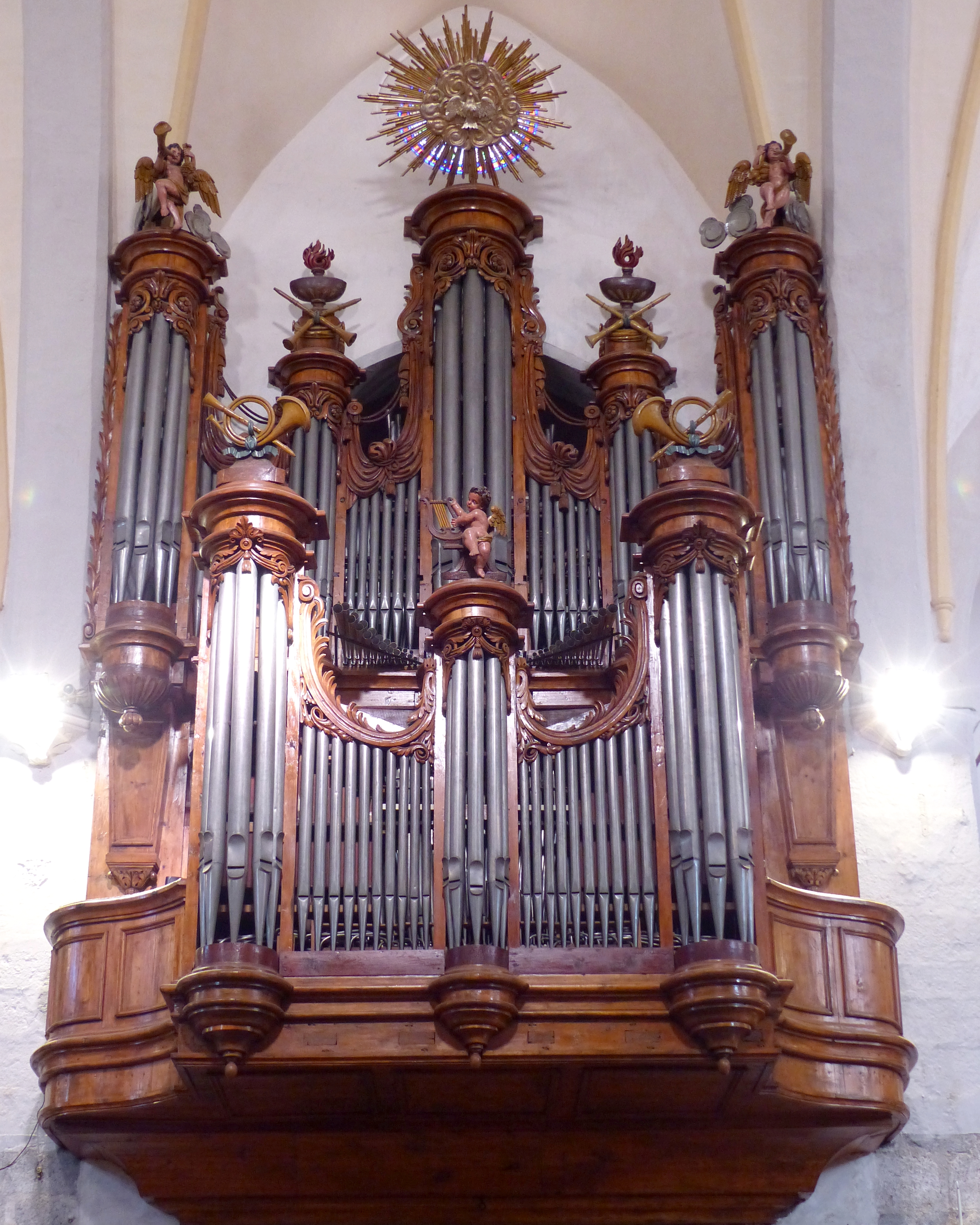
Perpignan, N.D.la Réal
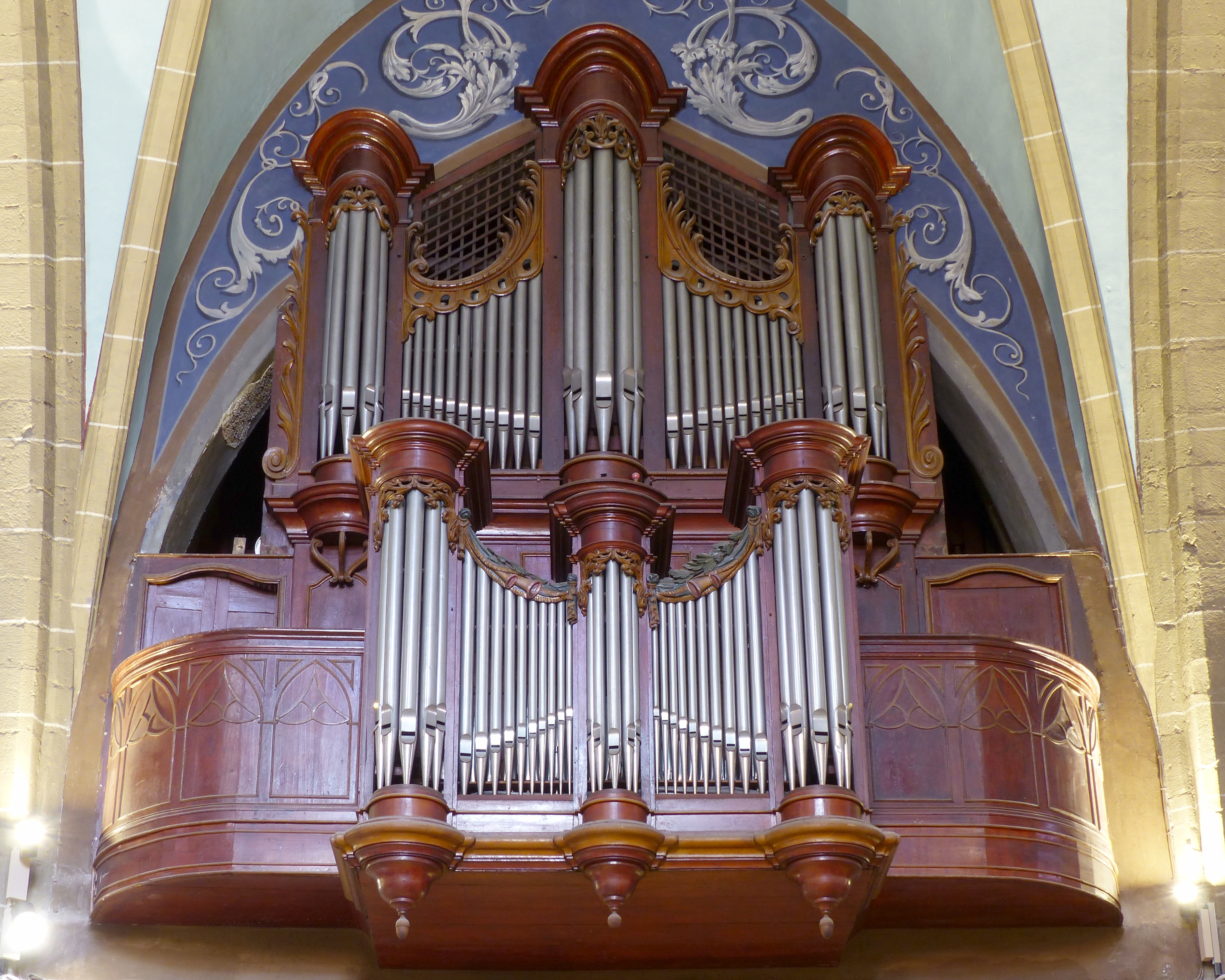
Perpignan St Jacques
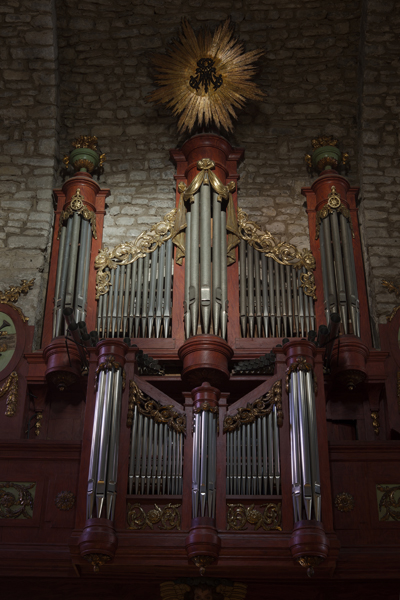
Sant Llorenc de Morunys (Catalogne)
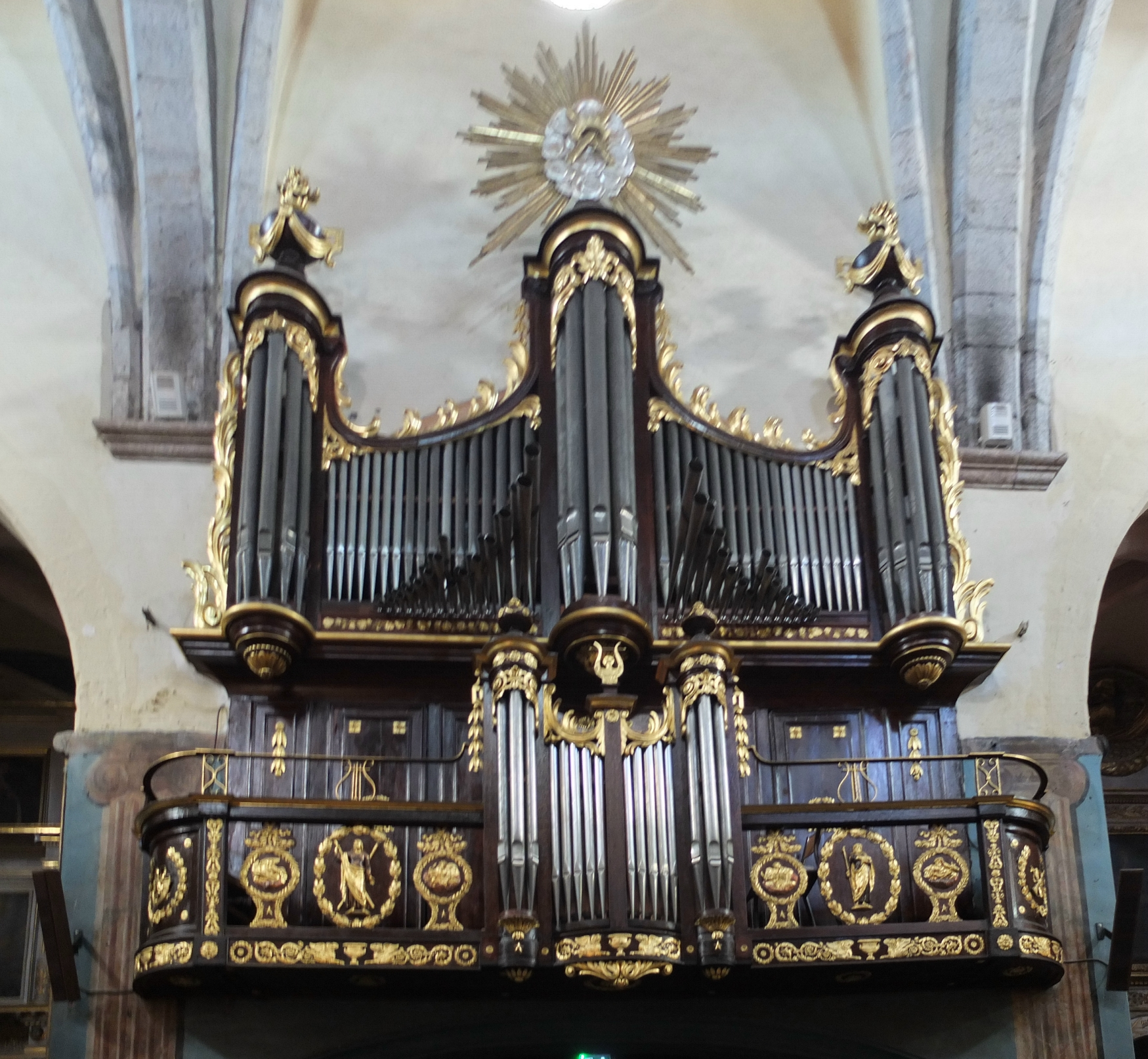
Rivesaltes St André